# Vattenpolo vid olympiska sommarspelen 2000
Vattenpolo vid olympiska sommarspelen 2000 spelades i Sydney i Australien. Tolv nationer deltog på herrsidan, och det spelades totalt 48 matcher. Spanien kunde inte försvara sitt guld från 1996. Ungern vann mot Ryssland i finalen.
Den 29 oktober 1997 beslutade Internationella olympiska kommittén att från år 2000 starta en officiella olympisk damturnering i vattenpolo. Sex nationer deltog på damsidan. Australien vann över USA i finalen. Australien hade jobbat hårt för att få in vattenpolo för damer på programmet.

## Herrar
| Guld | Silver | Brons |
| UngernAttila Vári Zoltán Szécsi Bulcsú Székely Zsolt Varga Tamás Märcz Tamás Molnár Barnabás Steinmetz Tamás Kásás Gergely Kiss Zoltán Kósz Tibor Benedek Péter Biros Rajmund Fodor Huvudtränare: Dénes Kemény | RysslandIrek Zinnurov Dmitrij Stratan Revaz Tjomachidze Marat Zakirov Nikolaj Kozlov Nikolaj Maksimov Andrej Reketjinskij Sergej Garbuzov Dmitrij Gorsjkov Jurij Jatsev Roman Balasjov Dmitrij Dugin Aleksandr Jerysjov Huvudtränare: Aleksandr Kabanov | FR JugoslavienPredrag Zimonjić Jugoslav Vasović Vladimir Vujasinović Nenad Vukanić Aleksandar Šoštar Petar Trbojević Veljko Uskoković Nikola Kuljača Aleksandar Šapić Dejan Savić Aleksandar Ćirić Danilo Ikodinović Viktor Jelenić Huvudtränare: Nenad Manojlović |

## Placeringar
| \| Pl. \| Lag \| \| --- \| ------------- \| \| \| Ungern \| \| \| Ryssland \| \| \| Jugoslavien \| \| 4. \| Spanien \| \| 5. \| Italien \| \| 6. \| USA \| \| 7. \| Kroatien \| \| 8. \| Australien \| \| 9. \| Kazakstan \| \| 10. \| Grekland \| \| 11. \| Nederländerna \| \| 12. \| Slovakien \| |               |
| Pl. | Lag           |
| | Ungern        |
| | Ryssland      |
| | Jugoslavien   |
| 4. | Spanien       |
| 5. | Italien       |
| 6. | USA           |
| 7. | Kroatien      |
| 8. | Australien    |
| 9. | Kazakstan     |
| 10. | Grekland      |
| 11. | Nederländerna |
| 12. | Slovakien     |

## Damer
| Guld | Silver | Brons |
| AustralienTaryn Woods Debbie Watson Liz Weekes Danielle Woodhouse Bronwyn Mayer Gail Miller Melissa Mills Simone Hankin Yvette Higgins Kate Hooper Naomi Castle Joanne Fox Bridgette Gusterson Huvudtränare: István Görgényi | USABrenda Villa Kathy Sheehy Coralie Simmons Julie Swail Courtney Johnson Maureen O'Toole Nicolle Payne Heather Petri Ericka Lorenz Heather Moody Bernice Orwig Robin Beauregard Ellen Estes Huvudtränare: Guy Baker | RysslandJekaterina Vasiljeva Jelena Smurova Jelena Tokun Irina Tolkunova Julija Petrova Tatiana Petrova Galina Rytova Marija Koroljova Natalija Kutuzova Svetlana Kuzina Marina Akobija Jekaterina Anikejeva Sofja Konuch Huvudtränare: Sergej Frolov |

## Placeringar
| \| Pl. \| Lag. \| \| --- \| ------------- \| \| \| Australien \| \| \| USA \| \| \| Ryssland \| \| 4. \| Nederländerna \| \| 5. \| Kanada \| \| 6. \| Kazakstan \| |               |
| Pl. | Lag.          |
| | Australien    |
| | USA           |
| | Ryssland      |
| 4. | Nederländerna |
| 5. | Kanada        |
| 6. | Kazakstan     |

### Fotnoter
1. ↑  ”Tjejer får spela vattenpolo i Sydney-OS”. 29 oktober 1997. http://wwwc.aftonbladet.se/sport/9710/29/telegram/sport4.html. Läst 9 augusti 2012.